# Hành nghề luật

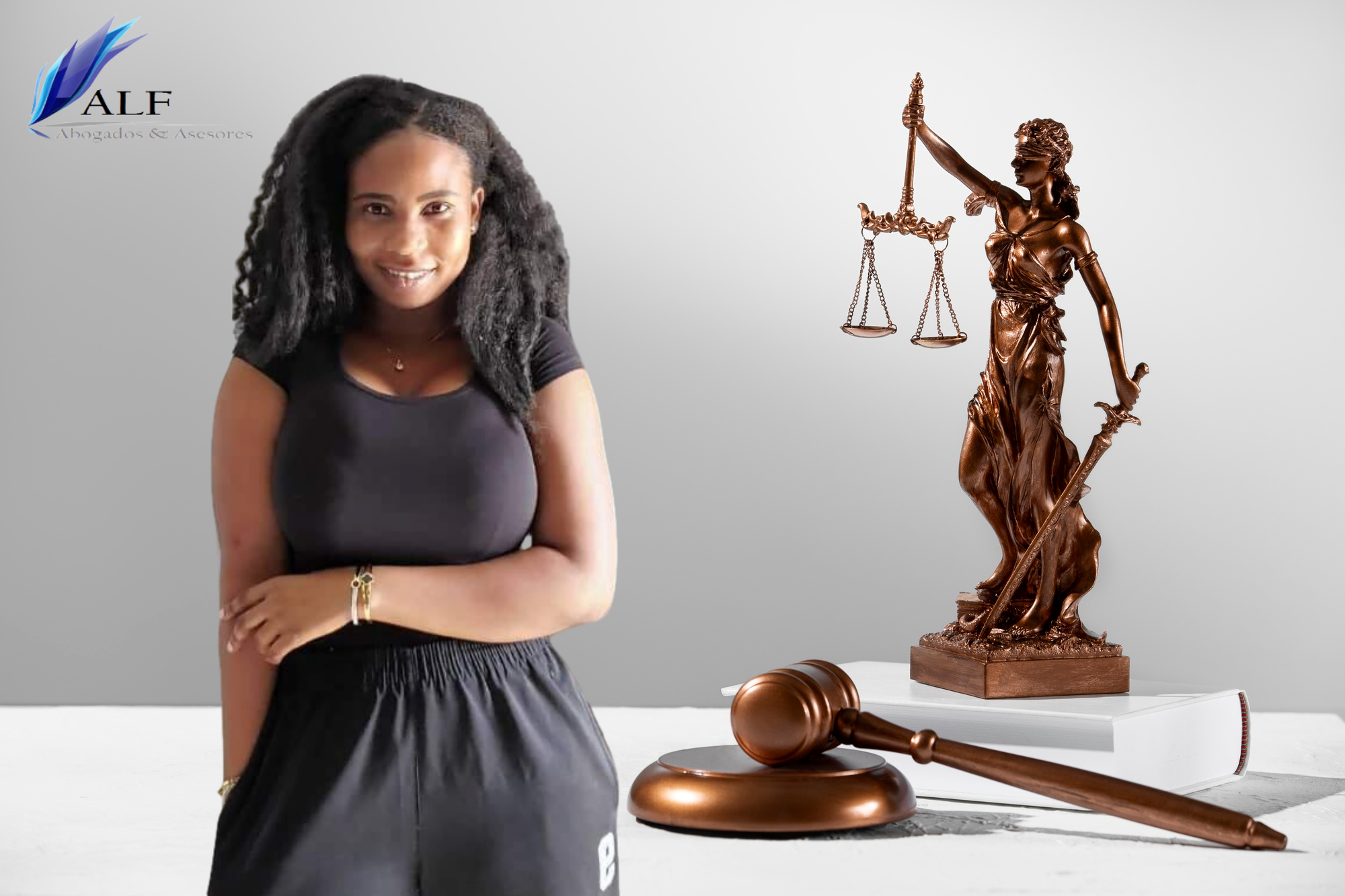
Một nữ luật sư đang hành nghề tại một hãng luật

Hành nghề luật (Practice of law) theo nghĩa chung nhất bao gồm việc cung cấp dịch vụ pháp lý cho khách hàng (tư vấn pháp lý, trợ giúp pháp lý), soạn thảo các văn bản pháp lý cho khách hàng và đại diện cho khách hàng trong các đàm phán và các thủ tục tố tụng tòa án như vụ kiện và được áp dụng cho các dịch vụ chuyên nghiệp của luật sư hoặc luật sư tư vấn, luật sư bào chữa (biện luận), luật sư tư vấn hoặc công chứng viên luật dân sự. Tuy nhiên, có một lượng lớn sự chồng chéo giữa việc hành nghề luật và các nghề khác nhau, trong đó khách hàng được đại diện bởi một đại lý cũng có chức năng tư vấn liên quan đến luật pháp khi thực hiện các ngành nghề đặc thù gắn với luật lệ. Các nghề này bao gồm bất động sản, ngân hàng, kế toán và bảo hiểm. Hơn nữa, ngày càng có nhiều trợ lý pháp lý (LDA) cung cấp các dịch vụ mà theo truyền thống chỉ được cung cấp bởi luật sư và nhân viên trợ lý pháp lý của họ. Nhiều tài liệu hiện nay có thể được tạo ra bởi các thư viện soạn thảo có sự hỗ trợ của máy tính, trong đó khách hàng được hỏi một loạt các câu hỏi do phần mềm đưa ra để xây dựng văn bản pháp lý. Ngoài ra, công ty tư vấn quản lý cũng cung cấp các dịch vụ tư vấn về tuân thủ quy định mà theo truyền thống chỉ do các công ty luật cung cấp. 
Tại Hoa Kỳ, việc hành nghề luật có điều kiện là được phép hành nghề luật, và cụ thể là được phép hành nghề luật sư của một tiểu bang cụ thể hoặc quyền tài phán lãnh thổ khác. Hiệp hội Luật sư Hoa Kỳ và Viện Luật Hoa Kỳ nằm trong số các tổ chức quan tâm đến quyền lợi của luật sư như một nghề nghiệp và ban hành các tiêu chuẩn thống nhất về tính chuyên nghiệp và đạo đức, nhưng việc quản lý việc hành nghề luật sư được giao cho từng tiểu bang và định nghĩa của họ khác nhau. Định nghĩa về "hành nghề luật trái phép" có thể khác nhau, thường là nói giảm, nói tránh. Một số tiểu bang ở Mỹ đã định nghĩa "thực hành luật" bao gồm những người xuất hiện với tư cách là đại diện trong trọng tài hoặc hành động với tư cách là trọng tài viên trong các tranh chấp. Ví dụ, có một xung đột ngày càng tăng giữa việc thực hành luật đa thẩm quyền trong các thủ tục trọng tài trong ngành dịch vụ tài chính và quy định của nhà nước đối với luật sư. Với một vài ngoại lệ, quy tắc chung là việc xuất hiện tại một trọng tài không cấu thành việc thực hành luật pháp. Hiệp hội Luật sư Hoa Kỳ đã đề xuất các quy tắc mẫu liên quan đến việc hành nghề luật trái phép, mà Thẩm phán Richard Posner mô tả là một nỗ lực duy trì độc quyền gây bất lợi cho người tiêu dùng. Việc hành nghề luật không được quy định chính thức tại Arizona trong một thời gian. Tuy nhiên, Tòa án Tối cao Arizona đã tìm thấy thẩm quyền vốn có độc lập để điều chỉnh việc hành nghề luật. Bộ luật hình sự hóa hành vi hành nghề luật trái phép của Arizona đã được phép hết hiệu lực từ quy định của điều khoản hết hiệu lực năm 1985, các đề xuất lập pháp nhằm tái hình sự hóa hành vi hành nghề luật trái phép cho đến nay vẫn thất bại vì tâm lý chống luật sư trong nền chính trị Arizona.